# 宇治田原町立奥山田小学校
宇治田原町立奥山田小学校（うじたわらちょうりつ おくやまだしょうがっこう）は、京都府綴喜郡宇治田原町にあった公立小学校。町東部の山間部に位置し、過疎化に伴い2007年に宇治田原町立宇治田原小学校へ統合され閉校した。131年の歴史上、全校生徒はピーク時でも150人程度の小規模校だったが、江戸時代から奥山田地区で伝わる夏の伝統芸能「ねりこみ囃し」を児童が教わり実践しながら伝承していく伝統文化教育が行われるなど、地域密着の教育活動を特色としていた。2013年秋に解体が始まり、校地は地域活性化拠点として整備された。

## 沿革
- 1875年9月 - 克明館奥山田小学校として開校（宮村長福寺の建物を使用）
- 1887年3月 - 岩山尋常小学校に改称
- 1900年4月 - 奥山田尋常小学校に改称
- 1941年4月 - 国民学校令により、奥山田国民学校に改称
- 1947年4月 - 学制改革により、宇治田原村立奥山田小学校に改称
- 1956年4月 - 2村（宇治田原村、田原村）の合併で宇治田原町が発足したことにより、宇治田原町立奥山田小学校に改称
- 1981年 - 保存会の指導の下、地元の伝統芸能「ねりこみ囃し」を児童が継承する活動を開始[1][2]
- 1997年 - 文部省、京都府が伝統文化教育推進校に指定（1997年、98年の2ヵ年）
- 2007年3月 - 閉校（宇治田原町立宇治田原小学校へ統合）

## 卒業後の主な進路
- 宇治田原町立維孝館中学校

## 交通アクセス
- バス停「奥山田」下車